# Eryngiophaga deserta
Eryngiophaga deserta är en insektsart som beskrevs av Loginova 1977. Eryngiophaga deserta ingår i släktet Eryngiophaga och familjen spetsbladloppor. Inga underarter finns listade i Catalogue of Life.